# انجمن‌های انفورماتیک پزشکی
انجمن‌های انفورماتیک پزشکی به‌طور عمده گروه‌های تشکیل شده از متخصصین بالینی شامل پزشکان، پرستاران، دندانپزشکان، داروسازان، جراحان به همراه  متخصصان فناوری اطلاعات سلامت، دانشمندان علوم کامپیوتر و اطلاعات، مهندسان زیست پزشکی، مشاوران و نمایندگان صنعت، کتابداران پزشکی، دانشجویان و محققان آکادمیک و دست‌اندرکاران آموزش می‌باشد .
انجمن‌های موجود و باسابقه این حوزه عمدتا علاوه بر فعالیت‌های آموزشی، تحقیقاتی، پژوهشی و تألیفی، با برگزاری کنفرانس‌ها و سمپوزیم‌ها، مشارکت در تعیین استانداردها، مشارکت در تولید محصولات،  نمایندگی اعضای خود در انجمن‌ها و کنفرانس‌های بالادست و چاپ مجله سعی در دستیابی به اهداف تعیین شده خود دارند.

به‌طور کلی انجمن‌ها و انجمن علمی محملی برای مشارکت دست اندرکاران یک یا چند حوزه در جهت ترویج یک رشته یا حرفهٔ علمی یا دسته ای از رشته‌ها و حرفه‌های مرتبط، و حرکت در مسیر دستیابی به اهداف مشترک و تعیین شده توسط اعضای آن و ایجاد و تقویت ارتباطات درون حوزه ای و برون حوزه ای است. در حوزه انفورماتیک پزشکی نیز با توجه به میان رشته ای بودن آن، نمونه‌های فراوانی با سابقه طولانی و تأثیرگذار بر مسیری که این حوزه از علم از ایجاد تا کنون طی کرده‌است، در کشورهای مختلف مشغول به فعالیت هستند. 

## انجمن ها در کشورهای دیگر و انجمن های بین المللی

### انجمن بین‌المللی انفورماتیک پزشکی
انجمن بین‌المللی انفورماتیک پزشکی(International Medical Informatics Association-IMIA)یک نهاد مستقل است که تحت قوانین سوئیس در سال ۱۹۸۹ ثبت گردیده‌است. این انجمن در واقع در سال ۱۹۶۷ به عنوان کمیته تکنیکی از فدراسیون بین‌المللی پردازش اطلاعات  بایگانی‌شده  در ۱۵ مارس ۲۰۱۵ توسط Wayback Machineآغاز به کار کرد و از سال ۱۹۷۹ به وضعیت فعلی خود به عنوان یک نهاد کاملاً مستقل ارتقا پیدا کرد. این انجمن به عنوان یک سازمان غیردولتی دارای ارتباط تنگاتنگ با سازمان بهداشت جهانی  و فدراسیون بین‌المللی مدیریت اطلاعات سلامت می‌باشد.
انجمن بین‌المللی انفورماتیک پزشکی دارای سازمان‌هایی منطقه ای مختص به نقاط مختلف دنیا می‌باشد:

#### انجمن انفورماتیک پزشکی آمریکا
انجمن انفورماتیک پزشکی آمریکا(American Medical Informatics Association-AMIA)یک سازمان_مردم‌نهاد است که وقف به ایجاد و گسترش کاربردهای انفورماتیک سلامت و زیست پزشکی با هدف پشتیبانی از مراقبت بیماران، آموزش، تحقیق و مدیریت مراقبت بهداشتی می‌باشد.
این انجمن نماینده رسمی ایالات متحده در انجمن بین‌المللی انفورماتیک پزشکی است و دارای بیش از ۵۰۰ هزار عضو از ۴۲ کشور جهان می‌باشد و در سال ۱۹۸۹ از ادغام سه سازمان  انجمن سیستم‌ها و انفورماتیک پزشکی آمریکا،  کالج انفورماتیک پزشکی آمریکا و سمپوزیم کاربردهای کامپیوتر در مراقبت پزشکی ایجاد گردید.
امکان عضویت در این انجمن برای اشخاص، انستیتوها و شرکت‌ها فراهم است و اعضا شامل پزشکان، پرستاران، دندانپزشکان، داروسازان، متخصصان فناوری اطلاعات سلامت، دانشمندان علوم کامپیوتر و اطلاعات، مهندسان زیست پزشکی، مشاوران و نمایندگان صنعت، کتابداران پزشکی، محققان آکادمیک و دست‌اندرکاران آموزش، و دانشجویان برجسته ای که به دنبال حرفه‌ای در این حوزه هستند، می‌باشد.

#### فدراسیون اروپائی انفورماتیک پزشکی
فدراسیون اروپایی انفورماتیک پزشکی(European Federation for Medical Informatics-EFMI) یک سازمان غیرانتفاعی است که به کمک دفتر منطقه ای سازمان بهداشت جهانی در اروپا در نشست سال ۱۹۷۶ در کپنهاگ دانمارک به تصویب رسید. تمامی کشورهای اروپایی حق داشتن نماینده در EFMI را در صورت وجود جوامع و انجمن‌های مناسب انفورماتیک پزشکی دارا می‌باشند. در حال حاضر ۳۲ کشور اروپایی به عضویت این فدارسیون درآمده اند؛ و تمامی نمایندگان جوامع در کشورهای منطقه اروپا می‌توانند درخواست عضویت خود را به شورای EFMI ارائه دهند.
سازمان‌هایی که می‌توانند به عنوان عضو EFMI باشند شامل دانشگاه‌ها، سازمان‌های تحقیقاتی، فدارسیون‌ها و صنایع مرتبط و وابسته می‌باشند. در حال حاضر ۱۷ سازمان به عنوان اعضای
EFMI می‌باشند که شامل: ۳ دانشگاه، ۹ شرکت و ۵ سازمان غیرانتفاعی می‌باشد.

#### انجمن انفورماتیک پزشکی آسیا و اقیانوسیه
انجمن انفورماتیک پزشکی آسیا و اقیانوسیه (Asia Pacific Association for Medical Informatics-APAMI) در سال ۱۹۹۳ توسط IMIA ایجاد و در سال ۱۹۹۴ کنفرانس افتتاحیه این انجمن در سنگاپور برگزار شد.

### جامعه نظام‌های اطلاعات و مدیریت مراقبت سلامت
این انجمن(Healthcare Information and Management System Society-HIMSS)  در سال ۱۹۶۱ با نام «جامعه نظام‌های مدیریت بیمارستان» ایجاد گردید. در سال ۱۹۶۷ مجموعه قوانین و مقررات آن نوشته و مورد تأیید قرار گرفت. در سال ۱۹۸۲ دارای ۱۵ شعبه (۱۴ شعبه در آمریکا و یک شعبه در استرالیا) بود و در سال ۱۹۸۶ واژه «اطلاعات» نیز به نام آن افزوده شد. (تغییر نام از Hospital Management Systems society به نام فعلی). در سال ۱۹۹۶ اعضای آن به ۷۵۰۰ و در سال ۲۰۱۴ به ۵۲۰۰۰ نفر رسید و در حال حاضر ۷۰۰۰۰ عضو، ۶۳۰ عضو همکار و بیش از ۴۵۰ نهاد مردم نهاد را نمایندگی می‌کند.
HIMSS در حال حاضر فعالیت‌های خود را از طریق بخش‌های مختلف شامل تحلیل ها، اروپا، مدیا ، آسیا اقیانوسیه، خاورمیانه، آمریکای لاتین، مرکز نوآوری ، برهم کنش پذیری ، مرکز آموزش، سلامت شخصی و متصل و انجمن EHR دنبال می‌کند.

### انجمن تله مدیسن آمریکا
انجمن تله مدیسن آمریکا (American Telemedicine Association-ATA)انجمنی غیرانتفاعی با شبکه ای از ۱۰۰۰۰ عضو شامل پیشگامان این صنعت و متخصصان مراقبت بهداشتی و انجمنی پیشتاز در دورپزشکی که از طریق ارتقا کیفیت، تساوی حقوق و استطاعت مالی به دگرگونی مراقبت بهداشتی در سرتاسر دنیا کمک می‌کند.
این انجمن به عنوان بزرگترین سازمان متمرکز بر سلامت از دور، برگزارکننده بزرگترین کنفرانس بین‌المللی صنعت سلامت از دور، و همکار در تولید خبرنامه الکترونیکی و ویدئوهای ماهانه با بیشترین تعداد مخاطب است.

### انستیتوی ملی انفورماتیک سلامت کانادا
انیستیتوی ملی انفورماتیک سلامت (National Institute of Health Informatics-NIHI)اولین سازمان وقف به پرورش نوآوری‌ها، تحقیقات و آموزش در زمینه سلامت الکترونیک در کانادا است و در سال ۲۰۰۸ با مشارکت محققان و معلمان از اغلب دانشگاه‌های کانادا که دارای برنامه آموزشی انفورماتیک سلامت هستند، ایجاد شده‌است.
این انیستیتو در واقع انیستیویی مجازی و مستقل متشکل از مجموعه ای از انیستیتوهاست.
یکی از اهداف این انستیتو تسریع فرایند ایجاد و گسترش ابتکارات حوزه انفورماتیک سلامت در آموزش و صنعت است و همکاران آن از بخش‌های مختلف نظام مراقبت بهداشتی کانادا شامل آموزش دانشگاهی، مراقبت بهداشتی درمانی، دولتی و حکومتی و صنعت تشکیل شده‌است.

### انجمن انفورماتیک پرستاری کانادا
انفورماتیک پرستاری از زمان مشارکت پرستاران در ایجاد نوآوری‌هایی در خصوص توسعه سیستم‌های اطلاعات بیمارستانی در سازمان‌های مراقبتی سراسر کانادا آغاز گردیده‌است. این سیستم‌ها در ابتدا از کشورهای دیگر به ویژه ایالات متحده آمریکا به کانادا وارد می‌شد تا اینکه در اواخر دهه ۱۹۸۰ اکثر بیمارستان‌ها حداقل از یک سیستم ابتدایی و بعضاً ناقص برای وارد نمودن داده‌های مورد نیاز پرستاران نظیر داده‌های پذیرش، داروها و درمان برخوردار بودند.
بدین ترتیب نقش متخصصان انفورماتیک پرستاری توسط پرستاران فعال در زمینه توسعه سیستم‌های اطلاعات بیمارستانی و پرستاری تحت عنوان هماهنگ‌کننده سیستم‌های پرستاری و تحلیل گر پرستاری شکل گرفت.
پس از مطرح شدن و شکل‌گیری انفورماتیک پرستاری در سطح بین‌المللی و بعد از حدود ۲۰ سال تلاش پرستاران فعال که در زمینه توسعه و استفاده از سیستم‌های اطلاعاتی، نیاز به برنامه‌های راهبردی ملی جهت توسعه انفورماتیک پرستاری احساس شد. در همین راستا موضوع پروژه ملی انفورماتیک پرستاری کانادا مطرح شد.
در این رابطه انجمن انفورماتیک پرستاری کانادا(Canadian Nursing Informatics Association-CNIA) در سال ۱۹۹۸ با تشکیل کمیته ملی راهبردی ملی متشکل از نمایندگانی از انجمن‌های پرستاری به منظور توجه به موضوع انفورماتیک پرستاری و توسعه استراتژی‌هایی برای تضمین دانش حرفه ایی پرستاران در این زمینه و انجام موفقیت‌آمیز مسئولیت‌های آن‌ها در حوزه‌های بالینی، مدیریتی، آموزشی و پژوهشی اقدام به اجرای پروژه ملی انفورماتیک پرستاری نمود.
انجمن انفورماتیک پرستاری کانادا وابسته به انجمن انفورماتیک پزشکی این کشور، در سال ۲۰۰۱ ایجاد شد.
یکی از اهداف اصلی CNIA تقویت نوآوری با گسترش و انتشار دانش در حوزه پرستاری و انفورماتیک سلامت برای پرستارانی که در زمینه‌های مختلف مراقبت‌های بهداشتی اشتغال دارند، است. برای پیشبرد این هدف، CNIA Webinars توسط CNIA پیشنهاد شده‌است.
CNIA حدود ۸ وبینار در سال ارائه می‌دهد. این وبینارها برای اعضای CNIA رایگان هستند، در حالی که افراد غیر عضو هزینهٔ کوچکی را پرداخت می‌کنند.
مجله انفورماتیک پرستاری کانادا به نام CJNI یک مجله اینترنتی که به‌طور رایگان در دسترس و از سال ۲۰۰۶ توسط CNIA ارائه شده‌است.

## انجمن‌های انفورماتیک پزشکی در ایران
در ایران انجمن علمی انفورماتیک پزشکی بر اساس مجوز شماره 5/4265/آ به تاریخ هفتم خرداد 1392 به مسیولیت دکتر حمید مقدسی عضو هیات علمی دانشگاه علوم پزشکی شهید بهشتی به عنوان رییس انجمن رسما تاسیس شد و آغاز به کار نمود. راه اندازی سایت انجمن و مجله آن با عناوین IRAMI.IR و JIRAMI.IR و همچنین اقدام به عضو گیری رسمی از جمله فعالیتهای انجمن مذکور می باشد.همچنین در تاریخ 1398/2/18 انجمن علمی انفورماتیک پزشکی ایران به شماره 47137 و به شناسه ملی 14008317518 به عنوان یک موسسه غیر تجاری در اداره ثبت شرکتها و موسسات تجاری تحت نظارت سازمان ثبت اسناد و املاک کشور تاسیس گردید. اعضای هیات مدیره به شرح ذیل معرفی شدند:
حمید مقدسی به عنوان رییس هیات مدیره، حسین ریاضی دبیر ، و رضا صفدری ؛ رضا ربیعی ، مهران مقصودلو به عنوان اعضای اصلی هیات مدیره مشخص شدند.همچنین شهرام طهماسبیان به عنوان بازرس اصلی معرفی شد.<[9]<http://www.rrk.ir/News/ShowNews.aspx?Code=14601499> انجمن‌های علمی دانشجویان رشته‌های انفورماتیک پزشکی و فناوری اطلاعات سلامت در برخی دانشگاه‌های علوم پزشکی موجود است که هیچ‌یک از آن‌ها دارای فعالیت قاعده مند نیستند.